# NGC 6693
NGC 6693 is een niet-bestaand object in het sterrenbeeld Lier. Het hemelobject werd op 3 augustus 1864 ontdekt door de Duitse astronoom Albert Marth.